# Karel Pecánek
Karel Pecánek (9. července 1886 Královské Vinohrady – 25. června 1944 Praha) byl architekt, památkář, pedagog, vrchní rada osvětové služby a asistent na vysoké škole technické

## Životopis
Narodil se v rodině malostranského truhláře, který provozoval svůj podnik pod jedním z oblouků Karlova mostu na pražské Kampě. V letech 1904–1909 vystudoval Fakultu pozemního stavitelství České vysoké školy technické v Praze. Po soukromé praxi (roku 1909 například projektoval budovu gymnázia U Libeňského zámku v Praze) působil jako asistent na vysoké škole technické (dnes ČVUT) a jako učitel na české průmyslové škole v Brně. Během první světové války sloužil na srbské frontě. Od roku 1919 pracoval jako úředník Památkového úřadu pro Čechy v Praze a zastával funkci vrchního rady osvětové služby. Věnoval se širokému portfoliu památek od mistrovských děl v Praze až k lidovým řemeslným pracím na vesnici. Jeho texty a stavební projekty převážně novoklasicistního charakteru byly publikovány v časopisech Stavitel, Styl a Architekt.

## Dílo

### Příklady památkové péče
Úprava domu U zlatého stromu v Dlouhé třídě a úprava průčelí domů v Nerudově ulici v Praze. Spolupráce na úpravách v Černínském paláci  a v klášteře blahoslavené Anežky, úprava starého děkanství, radnice a kaple Andělů strážných v Sušici, střelnice v Lounech a hradu i barokního zámku ve Velharticích.

### Soukromá umělecká činnost
Podle jeho návrhu byla postavena budova gymnázia U Libeňského zámku v Praze. (1909) Další Pecánkovy projekty zahrnují moderní trakt ministerstva financí v bývalém klášteře bosých karmelitánek na Malé Straně, Letenská 13, Praha – Malá Strana (1924–1930), přístavbu Španělské synagogy v Dušní ulici (1935), dům u Karabinských na Tržišti (1931–1932), domy v Nerudově a Lužické ulici v Praze, rodinný dům U Páté baterie 13, Praha-Střešovice (1931), obnova zvonice kostela sv. Bartoloměje v Pardubicích (1930), obytné domy v Lounech a v Budějovicích, domy - např. U dvou zlatých klíčů, náměstí Republiky 28/202 (1930–1932) a brána františkánského kláštera v Plzni,  kaplí Andělů strážných inspirovaná vila MUDr. Skaly, ul. TGM 140/II (1939 - 1940), či Okresní záložna hospodářská, Náměstí Svobody 23/2, (1936) v Sušici, budova poštovního úřadu v Humpolci (1937). Jeho soukromá umělecká činnost  nebyla rozsáhlá, protože byla omezena předpisy o mimoúřední činnosti památkového úředníka. Nejdůležitější soutěžní prací je projekt přestavby Staroměstské radnice v Praze (1938) a vyslanectví v Bělehradě. 
Další projekty zahrnují nerealizovaný návrh Živnostensko-řemeslnické besedy v Pardubicích (1912), spolupráce na návrhu nového operního divadla v Praze (1922), či na návrhu regulace Malé Strany a novostavby Státní galerie (1923).